# زيد جبري
زيد جبري مؤلف ومحاضر في التأليف الموسيقي سوري/بولندي، يستلهم عمله تقاطع التقاليد الموسيقية الغربية والشرق أوسطية. وهو أحد ممثلي ما يسمى بالجيل الثاني من الملحنين السوريين في مطلع القرن العشرين وحتى القرن الحادي والعشرين. ويضم هذا الجيل أيضًا موسيقيين ومؤلفين سوريين مثل شفيع بدر الدين، وكريم رستم، ورعد خلف، وكنان العظمة، وحسان طه، وباسيليوس عواد، وقد وُصف بأنَّه "حوّل الموسيقى العربية الحديثة إلى مساحة معاصرة للتجريب الموسيقي". 

## حياته
يعيش زيد جبري ويعمل في مدينة كراكوف في بولندا، وهو عضو في جمعية الملحنين البولنديين منذ عام 2011. قدَّم مساهمة كبيرة في تطوير الموسيقى السورية المعاصرة من خلال بضع سنوات فقط من العمل النشط. تم عرض مؤلفات زيد جبري في جميع أنحاء أوروبا وأمريكا الشمالية والشرق الأوسط. أقيمت حفلات موسيقية لأعماله في أرمينيا وبلجيكا وكندا ومصر وإنجلترا وفرنسا وألمانيا (الأوركسترا الفيلهارمونية في برلين) واليونان وأيسلندا وإيطاليا وهولندا وبولندا وروسيا وسوريا وتونس وأوكرانيا والإمارات العربية المتحدة وفي الولايات المتحدة ( قاعة كارنيجي، نيويورك). 
حصل زيد جبري على العديد من الجوائز والأوسمة والتقديرات من جهات متعددة، من بينها من معهد هارفارد رادكليف للدراسات المتقدمة ، ومؤسسة روكفلر / مركز بيلاجيو ، ومعهد الأفكار والخيال بجامعة كولومبيا. وقد تعاون مع مجموعات موسيقية وعازفين منفردين، وألقى محاضرات وأقام ندوات وورش عمل في جامعات في أوروبا والولايات المتحدة.  

## النشأة
والدة زيد جبري أسماء الفيومي هي فنانة تشكيلية مشهورة، وكان والده غسان جبري مخرجاً للتلفزيون والمسرح. تلقى زيد جبري دروساً في العزف على الكمان مع رياض سكر في دمشق وبدأ تعلم الموسيقى في سن مبكرة. وفي سن التاسعة عشر، انتقل إلى بولندا لمواصلة تعليمه الموسيقي. حصل زيد جبري على درجة الماجستير من أكاديمية الموسيقى في كراكوف، حيث درس التأليف مع زبيغنيو بوجارسكي. بعد تخرجه من أكاديمية الموسيقى في كراكوف، أصبح متدرباً في فصل التأليف، وبدأ أيضاً دراسة القيادة السيمفونية مع الملحن البولندي كريستوف بينديريسكي، الذي كان له تأثير كبير على موسيقى جبري.  
وفي عام 1997، حصل زيد جبري على جائزة عن أولى أعماله وهو "أغنيتان للأوركسترا السوبرانو والوتريات" . تم منح هذه الجائزة في مسابقة الملحنين التي تحمل اسم مغني الأوبرا البولندي آدامو ديدور، والتي تقام في مدينة سانوك البولندية. وقد لفتت لجنة التحكيم في المسابقة الانتباه إلى التجسيد اللافت والدقيق للتوليف بين التقاليد الشرقية والغربية، فضلاً عن عمق الانغماس في الحالات النفسية المعقدة في موسيقى الملحن السوري الشاب.  
وفي عام 1999، شارك جبري في المنتدى الموسيقي الدولي للموسيقيين الشباب من أوروبا الشرقية والغربية "Musikwerkstatt Buckow" في ألمانيا. وفي عام 2006 في برلين في مهرجان Young Euro Classic تم عزف ثلاثيه Bayat للكلارينيت والكمان والتشيلو. وعند تأليف هذا العمل في عام 1999، وضع زيد جبري لنفسه لأول مرة مهمة الجمع بين التعدد الصوتي الأوروبي والمقام العربي. 
في عام 2012، تمت دعوة زيد جبري وإحدى عشر ملحناً آخرين من بلدان البحر الأبيض المتوسط من قبل شبكة البث العامة SWR في شتوتغارت، ألمانيا. تم طلب من كل المشاركين في هذا المشروع الذي يحمل عنوان " أصوات البحر الأبيض المتوسط" أن يكتبوا مقطوعة صوتية بدون موسيقى تعبر عن هويتهم المتوسطية. بالإضافة إلى العروض الموسيقية الناتجة، تم عقد العديد من الندوات من أجل تسليط الضوء على تأثير الحياة في بلد أجنبي على سيرة المؤلف. 
وفي عام 2015، قدم زيد جبري أول عرض له على مسرح لينبيري ستوديو في دار الأوبرا الملكية في لندن، حيث تم تقديم مقتطفات من أوبرا مدن الملح. تدور أحداث فيلم مدن الملح حول رواية تحمل نفس الاسم صدرت عام 1984 للكاتب الأردني عبد الرحمن منيف. وقد جذبت تأثيرات الصراعات الجيوسياسية العالمية والدمار البيئي على مصير الناس في منطقة معينة، والتي تم تقديمها فنياً في رواية منيف، اهتمام زيد جبري وكاتبتي النصوص إيفيت كريستيانس وروزاليندا موريس.   
كما أصبح زيد جبري أحد الشخصيات الرائدة في الطليعية السورية في الموسيقى الأكاديمية. ارتبط عمله بإدخال الحداثة إلى الموسيقى الكلاسيكية في الشرق الأوسط. ونتيجة لذلك، انتشر الإنتاج الموسيقي للملحنين والموسيقيين السوريين بنجاح عبر منصات الفن المعاصر في أوروبا الغربية والشرقية، وكذلك في القاهرة ودبي وإسطنبول ودمشق. وقد ساهمت أعماله المعروضة في هذه الشبكات الإبداعية الدولية في التقدير الدولي للموسيقى الكلاسيكية السورية الحديثة. أصبح هذا ممكناً بفضل المنتديات الثقافية مثل مهرجان وارسو الخريفي الدولي للموسيقى المعاصرة، وأيام الموسيقى البولندية في جامعة بيلجي في إسطنبول بتركيا، ومهرجان مورغنلاند في أوسنابروك بألمانيا. 
أثناء إقامته وعمله في أوروبا، لم يقطع زيد جبري علاقاته بالثقافة العربية وبوطنه سوريا.  في عام 2004، قدمت الفرقة السيمفونية الوطنية السورية بقيادة ميساك باغبودريان موسيقاه بمشاركة عازف الكلارينيت السوري كنان العظمة في افتتاح دار الأوبرا بدمشق. 

## أعمال موسيقية
وُصفت أعمال زيد جبري بأنَّها "طرح حول تقاطع التقاليد الموسيقية الغربية والشرق أوسطية".  في بداية مسيرته المهنية، وضع جبري لنفسه مهمة الجمع بين التعدد الصوتي الأوروبي والمقام العربي. وعن هذا يقول زيد جبري: "لا تحتاج إلى آلات موسيقية عربية لتعزف الموسيقى العربية. يمكننا عزف موسيقى باخ على العود. وأنا أستخدم الفواصل الموسيقية الدقيقة وأؤلف ألحاناً تشبه الألحان الشرق أوسطية". وبالنسبة للملحن، فإنَّ الموسيقى هي "الفن الأكثر تجريدية". بهذه الطريقة، تعامل زيد جبري مع إنشاء وتطوير الموسيقى الأكاديمية في الشرق الأوسط باعتبارها شكلاً سورياً من أشكال الصوت المُجرَّد.
تم عرض أوبرا الحجرة الخاصة به Southern Crossings، والتي تستند إلى نص غنائي لاجتماع خيالي بين عالم الفلك جون هيرشل في القرن الثامن عشر وتشارلز داروين وتتضمن إشارات إلى تجارة الرقيق البريطانية، لأول مرة في مدينة نيويورك في يونيو 2022.  
تم تقديم أعمال زيد جبري في المنتديات الموسيقية الدولية من قبل فرق موسيقية مثل Kremerata Baltica لجيدون كريمر، وNeue Vocalsolisten Stuttgart،  والأوركسترا السيمفونية الألمانية في برلين، ومسرح بولونيا العام، وأوركسترا برلين الفيلهارمونية لموسيقى الحجرة، وأوركسترا الإذاعة السيمفونية الوطنية البولندية، والأوركسترا الفيلهارمونية الوطنية في أرمينيا، والأوركسترا السيمفونية الوطنية السورية. 

## الجوائز
حصل زيد جبري على العديد من المنح الدراسية والمسابقات الموسيقية الدولية. تم قبوله في الاتحاد الوطني البولندي للملحنين في عام 2011. وفي عام 2013، فاز بالجائزة الثانية في مسابقة التأليف الدولية "2 أغسطس" في بولونيا، إيطاليا، عن مؤلفه Les Temps des pierres للباريتون والأوركسترا. وفي عام 2014، حصل زيد جبري على زمالة جورج إيفانز التذكارية في مركز فيرجينيا للفنون الإبداعية في الولايات المتحدة، وفي عام 2015، حصل على زمالة مؤسسة روكفلر / مركز بيلاجيو. في الفترة 2016-2017، كان جبري زميلاً باحثاً في معهد هارفارد رادكليف للدراسات المتقدمة.  وكان أيضاً زميلاً في الجامعة النرويجية للعلوم والتكنولوجيا (NTNU) في تروندهايم، النرويج. وفي عام 2018/2019، كان زميلاً في معهد الأفكار والخيال بجامعة كولومبيا في الولايات المتحدة الأمريكية.